# Atinellia
Atinellia es un género de coleópteros de la familia Anthribidae.

## Especies
Contiene las siguientes especies:
- Atinellia acuticollis Wolfrum, 1953
- Atinellia affinis Shibata, 1979
- Atinellia grisea Jordan, 1933
- Atinellia mediocris Frieser & R. 1996
- Atinellia senex Jordan, 1925
- Atinellia signata Shibata, 1979
- Atinellia tessellata Shibata, 1979
- Atinellia variegata Shibata, 1979